# Hans Hittenkofer
Hans Hittenkofer, född 16 juni 1908 i Strelitz, död 3 oktober 1986 i Jokkmokks församling, var en tysk-svensk ingenjör.
Efter studentexamen i Neustrelitz 1928 och diplomexamen vid tekniska högskolan i Charlottenburg 1934 blev Hittenkofer ingenjör vid Peter Bauwens Bauunternehmung i Köln 1934, arbetschef vid Siemens-Bauunion GmbH i Berlin 1936, kommersiell chef vid Industri- och handelskammaren i Perleberg 1945 och arbetschef vid Nordwestdeutscher Rundfunk i Hannover 1949. 
Hittenkofer flyttade därefter till Sverige, där han blev avdelningsingenjör vid Svarthålsforsens kraftverksbygge 1950, förste avdelningsingenjör vid Väg- och vattenbyggnadsstyrelsens Laselebygge 1953, arbetschef för dess Långbjörnsbygge 1956, Gardikforsbygge 1959 och Seitevarebygge 1962–66.